# Valtorp
Valtorp är kyrkbyn i Valtorps socken och en småort i Falköpings kommun, Västergötland. Valtorp är beläget norr om Falköping vid Västra stambanan samt riksväg 46. 
I Valtorp ligger Valtorps kyrka.
Genom Valtorp rinner ån Slafsan som tillsammans med Västra stambanan och en mindre landsväg bildar en viadukt i ortens västliga del. Viadukten är unik i sitt slag där alltså tre vägar (Vatten, byväg och järnväg) möts. Tidigare fanns en järnvägsstation i orten. Stationshuset uppfördes 1917 och var ett trähus med en och en halvvåning.
Ortens närhet till städerna Falköping och Skövde lämpar sig för pendlare. Med bil når man Falköping på 10 min och Skövde på 20 min. Tidigare fanns det både en affär och ett slakteri på orten. I dag finns bara mindre firmor registrerade på orten.. 

## Föreningsliv
I Valtorp finns ett antal aktiva föreningar. Mest betydande för orten är Valtorps IF. Idrottsplatsen Brovalla ligger naturskönt beläget intill Slafsan. Här spelar såväl tjejer som killar i alla åldrar fotboll. Centralt i orten ligger Bygdegården som ägs av Bygdegårds- och Samhällsföreningen. När denna inte anordnar egna aktiviteter i lokalen är Bygdegården ofta uppbokad av privatpersoner. Bröllopsfest brukar till exempel vara ett populärt ändamål att nyttja lokalen till sommartid.

## Ortnamnet
Namnet skrevs år 1431 Walathorp. Detta är mansnamnet Vale samt torp = "nybygge".